# Magister (software)
Magister is een Nederlandstalig webtoegankelijk administratiepakket, leerlingvolgsysteem en elektronische leeromgeving (ELO) voor scholen waarin data van leerlingen opgeslagen worden. Leerlingen, ouders en docenten maar ook administratie, zorgcoördinatie en management kunnen met behulp van magister op verschillende niveaus toegang krijgen tot cijfers, lesroosters, huiswerk (agenda), afwezigheid, studiewijzers, leermiddelen (ELO) en managementinformatie. In 2012 had de software een marktaandeel van 70%.
Om de desktop-versie van Magister te kunnen gebruiken was er tot augustus 2014 installatie van Silverlight nodig en dat maakte dat Magister onder andere niet met Linux te gebruiken was. Wel was er een app voor iOS en Android (Meta) beschikbaar waar een deel van de gegevens ook mee in te zien was. Nu wordt er gebruikgemaakt van Magister - Ouder en leerling.
Magister wordt als Software as a Service (SaaS) op de markt gebracht door het in Leeuwarden gevestigde bedrijf Schoolmaster, sinds 2009 onderdeel van Iddink Group.  In 2014 kwam Iddink in handen van NPM Capital, dat het in 2019 op zijn beurt weer verkocht aan Sanoma Learning.  Deze laatste verkoop was het voorwerp van meerdere onderzoeken door de Autoriteit Consument & Markt en een rechtszaak, omdat via Magister ook digitaal leermateriaal wordt aangeboden, waar Sanoma mogelijk een concurrentieel voordeel zou kunnen gebruiken voor de uitgeverijen van de eigen groep, ten opzichte van derde partijen die ook lesmateriaal uitgeven.  Uiteindelijk heeft de ACM de overname toegestaan.
Na het verschijnen van Magister 6 zijn er verschillende initiatieven gestart met het integreren van Magister in andere toepassingen. Dit wordt mogelijk gemaakt doordat deze versie een REST-api biedt waardoor het uitwisselen van gegevens makkelijker is.